# José Luis Sáenz de Heredia
José Luis Sáenz de Heredia y Osio (Madrid, 10 d'abril de 1911-Madrid 4 de novembre de 1992) va ser un director de cinema i documentalista espanyol.

## El seu cinema
Durant anys la crítica li va recriminar la seva implicació amb el règim franquista i el seu parentiu amb José Antonio Primo de Rivera. De fet, va dirigir Raza (film el guió del qual va escriure a partir d'un text de Francisco Franco) i el documental Franco, ese hombre.
Llicenciat en arquitectura, va obtenir una plaça per treballar al Canal d'Isabel II, però preferí dedicar-se al cinema. Sáenz de Heredia va començar la seva carrera de director cinematogràfic sota els auspicis de Luis Buñuel, quan aquest era responsable màxim de producció de l'empresa Filmófono. Després del triomf del bàndol franquista en la Guerra Civil, Sáenz de Heredia es va convertir en un dels directors més importants d'Espanya.
Franquista compromès, va ocupar diversos càrrecs oficials durant el règim del general Franco, entre ells el de director de la Escola Oficial de Cinema.
És autor del llibret de la revista Yola, estrenada per Celia Gámez en 1941.

## Premis
Medalles del Cercle d'Escriptors Cinematogràfics
| Any  | Categoria                | Pel·lícula             |
| 1947 | Millor director          | Mariona Rebull         |
| 1949 | Millor director          | La mies es mucha       |
| 1950 | Millor director          | Don Juan               |
| 1952 | Millor director          | Los ojos dejan huellas |
| 1955 | Millor argument original | Historias de la radio  |
| 1962 | Millor argument original | El grano de mostaza    |

## Filmografia
- Patricio miró a una estrella (1934)
- La hija de Juan Simón (1935)
- ¿Quién me quiere a mí? (1936)
- A mí no me mire usted (1941)
- Raza (1942)
- El escándalo (1943)
- El destino se disculpa (1945)
- Bambú (1945)
- Mariona Rebull (1947)
- Las aguas bajan negras (1948)
- La mies es mucha (1948)
- Don Juan (1950)
- Los ojos dejan huellas (1952)
- Todo es posible en Granada (1954)
- Historias de la radio (1955)
- Faustina (1957)
- Diez fusiles esperan (1959)
- El indulto (1960)
- El grano de mostaza (1962)
- Los derechos de la mujer (1963)
- La verbena de la Paloma (1963)
- Franco, ese hombre (1964)
- Historias de la televisión (1965)
- Fray Torero (1966)
- Pero... ¿en qué país vivimos? (1967)
- Relaciones casi públicas (1968)
- Juicio de faldas (1969)
- El taxi de los conflictos (1969)
- ¡Se armó el belén! (1969)
- Don Erre que erre (1970)
- El alma se serena (1970)
- Me debes un muerto (1971)
- La decente (1971)
- Los gallos de la madrugada (1971)
- Proceso a Jesús (1973)
- Cuando los niños vienen de Marsella (1974)
- Solo ante el Streaking (1975)

## Guions
- Franco, ese hombre (1964)
- "Raza" (1942)